# Olyra (plant)
Olyra is een geslacht uit de grassenfamilie (Poaceae). De soorten van dit geslacht komen voor in Afrika en Noord- en Zuid-Amerika.